# Wesley Clark
Pour les articles homonymes, voir Clark.
Vous lisez un « article de qualité » labellisé en 2011.
Wesley Kanne Clark, Sr., né le 23 décembre 1944 à Chicago, est un homme politique et ancien général des Forces armées des États-Unis.
Clark fut major de sa promotion à West Point, obtint une bourse Rhodes pour entrer à l'université d'Oxford où il fut diplômé de philosophie, politique et économie. Il fut également reçu au Command and General Staff College où il étudia la science militaire. Il passa 34 années dans l'armée et au département de la Défense, où il reçut de nombreuses décorations, parmi lesquelles la médaille présidentielle de la Liberté. Il commanda notamment l'opération Allied Force durant la guerre du Kosovo en tant que commandant du grand quartier général des puissances alliées en Europe de l'OTAN de 1997 à 2000.
Il se lança dans la course à l'investiture démocrate le 17 septembre 2003. Il se retira le 11 février 2004 après avoir gagné l'investiture en Oklahoma et apporta son soutien à John Kerry qui fut investi par le parti en juillet 2004. En 2010, Clark est à la tête d'un comité d'action politique nommé WesPAC, créé après les primaires perdues. Ce comité fait office de think tank et apporta son soutien aux candidats démocrates aux élections de mi-mandat en 2006. Clark était considéré comme candidat potentiel à l'élection présidentielle américaine de 2008, mais décida d'appuyer Hillary Clinton le 15 septembre 2007, puis Barack Obama lorsque celle-ci fut écartée de la course. En 2009, Clark est coprésident de Growth Energy, un lobby promouvant l'utilisation de l'éthanol.

## Enfance et éducation
L'arrière-grand-père de Clark était un Juif biélorusse qui émigra aux États-Unis pour fuir la zone de résidence et les pogroms, fruits de l'antisémitisme dans l'Empire russe. Son père, Benjamin J. Kanne, diplômé du Chicago-Kent College of Law, servit dans la United States Navy Reserve en tant qu'aspirant durant la Première Guerre mondiale, mais ne fut jamais envoyé au front. Kanne vécut à Chicago dans l'Illinois et prit part aux élections locales en se faisant élire à la tête de son ward en tant que procureur dans les années 1920. Il fut même désigné comme délégué à la convention du Parti démocrate, qui désigna Franklin Delano Roosevelt comme candidat à la présidentielle en 1932, même si son nom n'apparaît pas dans la liste officielle des délégués. Le nom Kanne serait issu du très usité nom hébraïque Kohen ou Cohen. Le fils de Wesley Clark caractérisa même le mariage de ses grands-parents, le Juif Benjamin et la méthodiste Veneta Kane, comme « aussi multiculturel que cela était possible en 1944 ».
Clark est né Wesley Kanne à Chicago le 23 décembre 1944. À la suite de la mort de son père Benjamin le 6 décembre 1948, sa mère décida de déménager avec sa famille à Little Rock dans l'Arkansas. Il y eut plusieurs raisons à ce départ : Veneta voulait fuir la vie coûteuse des grandes villes, et également se rapprocher de sa famille qui vivait dans l'Arkansas plutôt que de rester proche des Kanne avec qui elle avait peu de points communs, notamment du point de vue religieux. Elle se remaria par la suite avec Viktor Clark qu'elle rencontra dans une banque locale où elle travaillait comme secrétaire. Viktor éleva Wesley comme son fils, et l'adopta officiellement le jour de ses seize ans. Wesley Kanne devint alors Wesley Clark, et la mention du père biologique fut mise à jour sur le certificat de naissance de Wesley, ce que Clark dit regretter par la suite. Il déclara qu'il aurait aimé que cette mention ne soit jamais modifiée. Veneta l'éleva sans jamais lui révéler ses racines juives, pour le protéger des agissements du Ku Klux Klan, alors encore influent dans le Sud. Wesley se tourna naturellement vers l'Église baptiste, qu'il fréquenta assidûment toute son enfance.
Clark passa une partie de son enfance dans un des Boys & Girls Clubs, élément de sa vie qui fut utilisé en 2010 par l'organisation pour une campagne de promotion où il fut mis à l'honneur avec Denzel Washington. Il obtint son diplôme à la Hall High School de Little Rock avec une bourse nationale accordée pour son mérite, et participa, en remplacement d'un coéquipier malade, à la qualification de son équipe aux championnats de natation de l'Arkansas. Clark a souvent raconté l'anecdote concernant son entrée à West Point. Un cadet, qui portait des lunettes comme lui, lui assura qu'il n'était pas nécessaire d'avoir une vision parfaite pour pouvoir intégrer l'école militaire, contrairement à ce qu'il croyait. Wesley postula donc, et fut reçu le 24 avril 1962.

## Carrière militaire
La carrière militaire de Wesley Clark débuta le 2 juillet 1962 lorsqu'il entra à l'académie militaire de West Point dans l'État de New York. Il affirma plus tard que l'idée qu'il avait de l'armée avait été grandement influencée par le discours de Douglas MacArthur de 1962, Duty, honor, country prononcé à l'académie militaire quelques mois seulement avant l'arrivée de Clark. Celui-ci put l'écouter à la rentrée, car l'enregistrement fut diffusé à tous les nouveaux arrivants,.
Clark était assis au premier rang dans la plupart de ses classes, places qui étaient réservées aux élèves les plus performants. Il participait régulièrement aux débats et faisait constamment partie des 5 % des élèves à la tête de leur promotion, raison pour laquelle ses supérieurs lui octroyèrent le passant (sorte d'épaulette) d'« élève distingué » avant de devenir valedictorian (classe des meilleurs élèves) de West Point. Le valedictorian a l'avantage de pouvoir choisir son affectation au sortir de l'école et Clark sélectionna l'arme blindée. Il rencontra Gertrude Kingston, sa future épouse, au bal de l'United Service Organizations organisé en l'honneur des élèves-officiers, aspirants de la Navy et de West Point,.
Clark fit une demande pour recevoir la bourse Rhodes et apprit en décembre de sa dernière année à West Point qu'elle lui avait été accordée. Il passa l'été suivant à la United States Army Airborne School à Fort Benning en Géorgie. Il étudia ensuite grâce à sa bourse le programme philosophie, politique et économie (PPE) et compléta son diplôme au Magdalene College à l'université d'Oxford en août 1968. C'est cette année-là, qu'un de ses cousins vivant en Angleterre, lui téléphona après avoir demandé la permission à sa mère, pour l'informer de son héritage juif. Clark passa ensuite trois mois à Fort Knox dans le Kentucky où il commença son Officer Basic Course, période durant laquelle un officier est testé sur ses capacités physiques et son aptitude à diriger. Il termina sa formation à la Ranger School de Fort Benning, puis fut promu capitaine et muté au commandement de la compagnie A du 4e bataillon du 68e régiment blindé, dans la 82e division aéroportée à Fort Riley, dans le Kansas.

### Viêt Nam
Wesley Clark fut muté à la 1re division d'infanterie et s'envola pour le Viêt Nam le 21 mai 1969 après l'engagement des États-Unis dans la guerre. Il y travailla en tant qu'officier de bureau, collectant des informations et aidant à l'élaboration de la stratégie américaine. Il reçut pour cela la Bronze Star. Il obtint ensuite en janvier 1970 le commandement de la compagnie A du 1er bataillon de la 16e infanterie de la 1re division d'infanterie. En février, après seulement un mois de commandement, il fut blessé au côté droit à l'épaule, la main, la jambe et la hanche par un soldat vietcong. Blessé, il continua tout de même à donner ses ordres à sa compagnie qui repoussa l'ennemi ce jour-là, ce qui lui valut l'obtention de la Silver Star. Il fut ensuite rapatrié à l'hôpital militaire de Valley Forge à Phoenixville en Pennsylvanie.
Clark se convertit au catholicisme, la religion de sa femme Gertrude, durant son engagement au Viêt Nam. Il vit son fils pour la première fois à l'hôpital militaire. Après son rétablissement, il commanda la compagnie C du 6e bataillon du 32e régiment blindé de la 194e brigade blindée, une compagnie entièrement composée de soldats blessés, à Fort Knox. Clark déclara que c'était ce commandement qui l'avait poussé à continuer sa carrière militaire après 1971, après les quatre années d'engagement obligatoire requises à la sortie de West Point. Il compléta son Armor Officer Advanced Course à Fort Knox, s'inscrivant même à des cours facultatifs, et écrivit un article qui lui valut le prix de la Armor Association Writing. Il travailla ensuite au bureau de l'Army Chief of Staff à Washington, où il s'occupa du programme Modern Volunteer Army de mai à juillet 1971. Il fut ensuite officier instructeur au département des sciences sociales de West Point de juillet 1971 à 1974.
Wesley Clark obtint une maîtrise en arts et sciences militaires au Command and General Staff College de l'armée américaine (CGSC). Son mémoire portait sur l'emploi de la réponse graduée par les États-Unis durant la guerre du Viêt Nam. Clark théorisait un recours rapide à la force, réponse qui était à l'époque préconisée par de nombreux soldats. Ce concept allait s'imposer dans la politique de défense américaine sous la forme de la doctrine Weinberger, puis de la doctrine Powell. Clark fut promu au grade de major à sa sortie du CGSC.

### Après le Viêt Nam
En 1975, Clark fut désigné White House Fellow au Bureau de la gestion et du budget, poste de conseiller spécial auprès de son directeur, James Thomas Lynn. Il fut l'un des quatorze candidats sélectionnés parmi 2 307. Lynn lui donna également une mission de six semaines au cours de laquelle il assista John Marsh, alors conseiller du président. C'est durant cette période qu'il fut approché pour aider à l'élaboration d'un mémorial consacré aux vétérans de la guerre du Viêt Nam. Il travailla avec l'association dédiée qui créa plus tard le Vietnam Veterans Memorial à Washington. Il prit ensuite le commandement de la 1re division blindée basée en Allemagne de l'Ouest d'août 1976 à février 1978, d'abord à la tête du 3e bataillon du 35e régiment blindé, puis à la tête de la 3e brigade dans sa totalité. Le commandant de la brigade dont Clark prit la place, dit de son travail qu'il était « singulièrement exceptionnel ». Au regard de son expérience et de son rang, il affirma également que Clark était « l'officier le plus brillant qu'il eut l'occasion de rencontrer ». Clark reçut la Meritorious Service Medal pour son action au sein de la division.
Le commandant de la brigade affirma également qu'il avait un talent majeur pour l'expression, ce qui attira l'attention du Commandant suprême des forces alliées, Alexander Haig, qui le sélectionna pour faire partie de son équipe en tant qu'assistant spécial, poste qu'il occupa de février 1978 à juin 1979. Durant cette période au SHAPE, Clark rédigea des rapports concernant la politique militaire des États-Unis et coordonna deux exercices militaires de dimension internationale. Il fut promu lieutenant-colonel pour cela et obtint la Legion of Merit. En rentrant d'Europe il fut muté à Fort Carson dans le Colorado où il servit comme commandant en second de la 1re brigade de la 4e division d'infanterie d'août 1979 à février 1980 puis comme commandant du 1er bataillon du 77e régiment blindé de la 4e division d'infanterie jusqu'en juillet 1982. Selon le journaliste américain David Halberstam, le commandant de Fort Carson, le major-général John Hudacheck, avait la réputation de détester les diplômés de West Point, à qui il reprochait leur ascension trop rapide dans la hiérarchie militaire. C'était le cas de Clark, qui à seulement 35 ans, était déjà lieutenant-colonel, Après deux années passées dans l'attente d'être promu à la tête d'une brigade, Clark décida d'entrer au National War College. Il y étudia de juin 1982 à 1983, obtint son diplôme et fut promu colonel en octobre,.

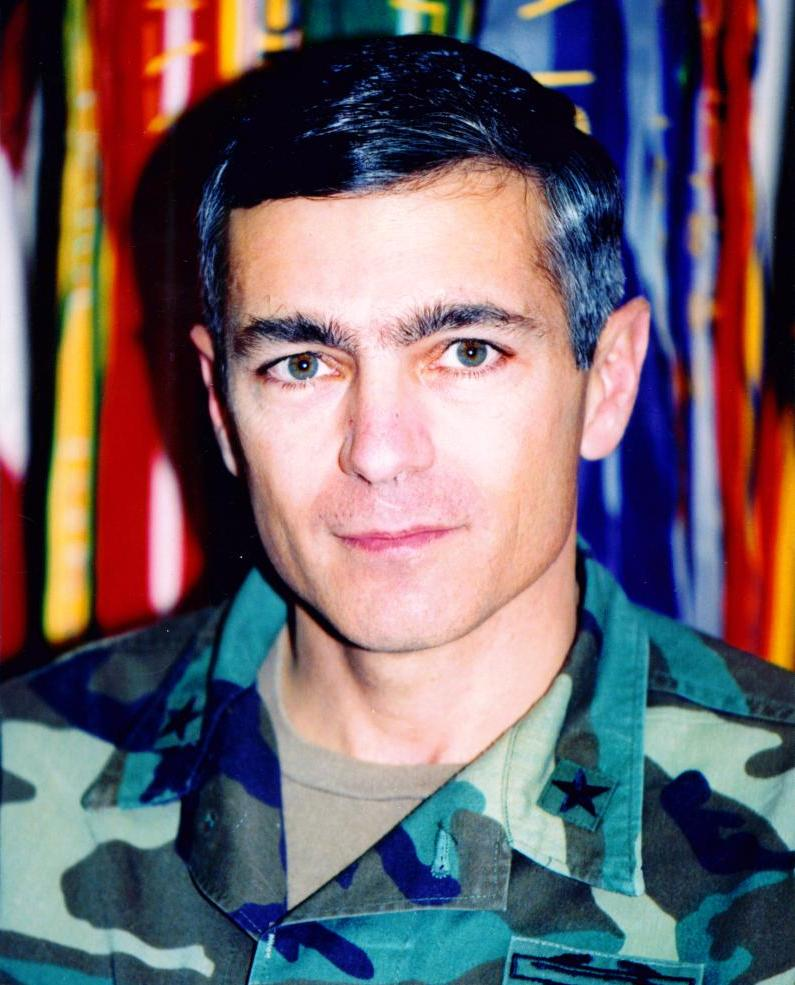
Portrait du brigadier-général Clark, alors commandant du Fort Irwin.

À la suite de cela, Clark travailla à Washington jusqu'en 1984, dans les bureaux du Chief of Staff of the United States Army, où il obtint une seconde Legion of Merit. Il travailla ensuite en tant que Operation Group commander au Fort Irwin Military Reservation d'août 1984 à juin 1986, et reçut une troisième Legion of Merit et la Meritorious Service Medal avant de devenir commandant de brigade à Fort Carson. Il commanda la 3e brigade de la 4e division d'infanterie d'avril 1986 à mars 1988. Veneta Clark, sa mère, tomba malade durant cette période et mourut le jour de la fête des mères en 1986. Clark retourna au Command and General Staff College pour diriger et développer le Battle Command Training Program (BCTP) jusqu'en octobre 1989. Le BCTP fut créé pour enseigner aux officiers déjà expérimentés, de nouvelles techniques de combat sur le champ de bataille. Puis, en novembre 1989, Clark passa brigadier-général, premier grade des officiers généraux,.
Clark retourna à Fort Irwin et commanda le National Training Center (NTC) jusqu'en 1991. La guerre du Golfe débuta alors, et de nombreuses divisions de la Garde nationale des États-Unis s'entraînèrent sous son commandement. Certains des généraux ayant servi en Irak et au Koweït, affirmèrent que les entraînements dispensés par Clark avaient été d'une aide capitale sur le champ de bataille, avec des compétences nouvelles, allant au-delà des enseignements issus de la guerre du Viêt Nam. Il obtint une quatrième Legion of Merit pour ses « efforts personnels » effectués dans l'amélioration de la qualité du NTC. Il servit ensuite de nouveau à un poste de responsable de la stratégie, en tant que Deputy Chief of Staff for Concepts, Doctrine, and Developments au Training and Doctrine Command (TRADOC) à Fort Monroe en Virginie, où il travailla à préparer l'armée pour une guerre éventuelle, en développant des stratégies post-Guerre froide. L'un de ses objectifs fut notamment d'établir un réseau informatique militaire qu'il appela digitalization of the battlefield. Clark fut promu major-général en octobre 1992,.

#### Fort Hood et le Siège de Waco

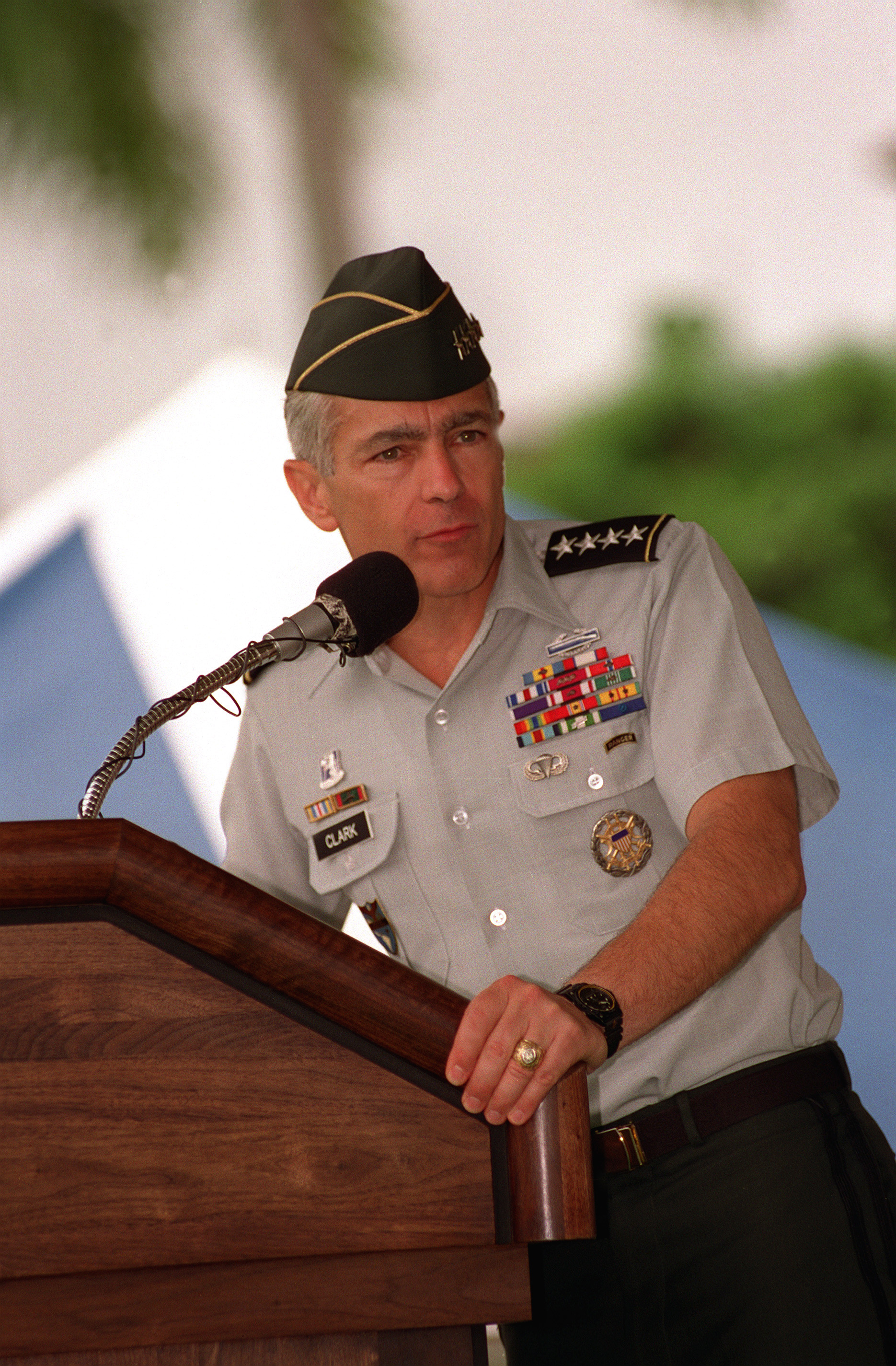
Une fois promu général (4 étoiles), Clark commanda l'USSOUTHCOM en juin 1996.

Clark obtint le commandement de la 1re division de cavalerie à Fort Hood au Texas, qui assura alors trois déploiements au Koweït, dans le cadre de missions de maintien de la paix. Certaines critiques, libérales (CounterPunch notamment) comme conservatrices (FrontPageMaker), ont affirmé que Clark avait été impliqué à un certain degré dans le Siège de Waco, où 74 membres de la secte protestante des Davidiens, dont le leader David Koresh, furent tués. Ces critiques notèrent que le commandant en second, le futur général Peter Schoomaker rencontra le gouverneur du Texas Ann Richards et le procureur général Janet Reno, prétendument impliqués dans la tragédie. Ils affirmèrent également que certains soldats de Fort Hood et matériels militaires, tels que deux chars M1 Abrams, furent prêtés au FBI pour l'opération ; cela implique que Clark aurait eu connaissance et aurait peut-être même participé, à l'élaboration du siège,,. D'autres, comme James Ridgeway, écartèrent cette idée qu'ils qualifiaient de théorie du complot en affirmant que très peu d'éléments appuyaient cette idée.
Le rapport d'évaluation fait à propos du commandement de Clark à cette période le qualifia d'« un des meilleurs officiers de l'Armée ». Clark obtint pour cela la Distinguished Service Medal, et fut promu lieutenant-général avant sa mutation, en avril 1994. Il fut ensuite nommé Director, Strategic Plans and Policy au Joint Chiefs of Staff jusqu'en juin 1996,.

#### United States Southern Command
Les règles militaires instaurent une sorte de « compte à rebours » avant la promotion au statut de lieutenant-général, requérant essentiellement que Clark fût promu à un autre poste dans les deux ans suivant sa promotion initiale ou prît sa retraite. Il faut en moyenne trois années selon le poste pour obtenir un poste trois étoiles. Clark n'avait pas besoin d'être promu pour continuer son service. Il aurait pu être muté à un autre poste trois étoiles. Le délai prit fin en 1996, et Clark a dit qu'il n'espérait guère obtenir une telle promotion du fait de rumeurs suggérant à l'époque que le général Dennis Reimer ne voulait pas le recommander pour être promu, bien qu'« aucune raison précise ne fût donnée ». Selon le livre de Clark, le général Robert Scales a soutenu que c'était vraisemblablement la réputation d'homme intelligent de Clark dans l'armée, qui était la cause du ressentiment envers lui de la part d'autres généraux. Clark fut nommé au United States Southern Command (USSOUTHCOM) malgré ces rumeurs. Le Congrès approuva la promotion au rang propre de général en juin 1996, et le général John Shalikashvili signa le décret. Clark a affirmé qu'il n'était pas celui sur qui le choix s'était originellement porté, mais le premier officier désigné « n'avait pas été accepté pour quelque raison ».

### Les Balkans

#### Bosnie-Herzégovine
Clark commença à travailler sur les réponses à apporter à la guerre en Bosnie dès sa mutation en 1994 en tant que Director, Strategic Plans and Policy au Joint Chiefs of Staff. Alors qu'il collectait des informations relatives à la résolution du conflit, il rencontra des leaders de l'Armée de la république serbe de Bosnie, dont Ratko Mladić, qui fut plus tard accusé de crime de guerre et génocide. Clark fut photographié en train d'échanger son casque avec Mladić, ce qui provoqua plus tard des controverses aux États-Unis. Un article publié dans le Washington Post affirma que Clark avait maintenu la rencontre malgré les recommandations de l'ambassadeur des États-Unis. Certains membres de l'Administration Clinton comparèrent la rencontre à une entrevue avec Hermann Göring. L'officier avait effectivement fait part à l'ambassadeur de son itinéraire dans lequel était incluse la visite, mais affirma qu'il n'avait appris qu'une fois l'événement passé qu'il n'avait pas été approuvé, et que personne ne l'avait mis en garde. Cela n'empêcha pas deux membres du Congrès de demander son renvoi. Clark regretta plus tard publiquement l'échange et l'affaire fut en fin de compte résolue par Bill Clinton lui-même, qui envoya une lettre au Congrès défendant l'officier. D'après Clark, ce fut « sa première mauvaise expérience sous les feux des projecteurs, et quelques jours douloureux ». Le conservateur Robert Novak refit référence à l'échange de casques durant la campagne pour la présidentielle de 2004, affirmant que cela rendait la candidature de Clark malsaine.
Clark fut envoyé en Bosnie par le secrétaire à la Défense William Perry pour servir de conseiller militaire à une représentation de négociateurs diplomatiques dirigée par le diplomate Richard Holbrooke. Holbrooke qualifia plus tard la position qu'occupait Clark comme « compliquée », du fait que les désaccords avec ses supérieurs auraient pu le mener à mettre sa carrière en danger. Le 19 août 1995, durant la première semaine de la mission, la représentation eut à voyager sur une route de montagne dont une partie s'affaissa sous le poids d'un des véhicules, faisant tomber celui-ci du haut d'une falaise. Deux des trois occupants (il n'a pas été précisé lesquels), à savoir Robert Frasure, l'assistant du secrétaire à la Défense Joseph Kruzel et le colonel Nelson Drew de l'Air Force, furent tués sur le coup. Clark et Holbrooke tentèrent alors de descendre vers la carcasse du véhicule, mais ils furent arrêtés par des tireurs d'élite bosniens attirés par l'accident, et durent faire demi-tour. Une fois les tireurs partis, Clark descendit en rappel afin de recueillir les corps de deux des passagers laissés là par les Bosniens, ces derniers ayant emmené avec eux le survivant dans un hôpital voisin, où il succomba à ses blessures. Après un bref retour de l'équipe à Washington DC pour prendre part aux funérailles, les négociations reprirent et menèrent aux accords de Dayton, rédigés à la Wright-Patterson Air Force Base à Dayton, dans l'Ohio, et plus tard signés à Paris le 14 décembre 1995.
Clark retourna sur le théâtre d'opérations européen et aux Balkans au titre de USSOUTHCOM quand il fut muté au United States European Command à l'été 1997 par le président Bill Clinton. Il n'était au départ, au même titre que pour le SOUTHCOM, pas le candidat naturel pour le poste. L'armée avait déjà sélectionné un autre général pour cette fonction. Clinton et le général Shalikashvili pensaient pourtant qu'il était le plus à même de remplir ces fonctions, raison pour laquelle elles lui furent dévolues. Shalikashvili attesta en effet qu'il avait eu un « rôle conséquent dans les deux dernières affectations de Clark ». Clark affirma avant sa confirmation au poste par le comité des forces armées du Sénat des États-Unis du 105e Congrès, qu'il estimait que l'OTAN, depuis la fin de la Guerre froide, avait privilégié la stabilisation de la région, plutôt que la protection de l'Europe face à l'Union soviétique. Il a aussi abordé les questions relatives à son commandement alors en vigueur de l'USSOUTHCOM, telles que le soutien au Western Hemisphere Institute for Security Cooperation et le fait qu'il croyait en une aide soutenue des États-Unis aux pays de l'Amérique latine dans la War on Drugs. Clark fut rapidement confirmé à son nouveau poste, le jour même de son audition. Il reçut alors le commandement de 109 000 soldats américains et des 150 000 membres de leurs familles, ainsi que des 50 000 civils travaillant pour l'armée américaine, répartis dans les 89 pays d'Europe, d'Afrique et du Moyen-Orient où les États-Unis avaient une activité militaire. Cette nomination fit également de lui le commandant suprême des forces alliées en Europe (SACEUR), donc de toutes les forces de l'OTAN de la région.

#### Guerre du Kosovo
Le plus gros dossier qu'eut à gérer Clark en tant que SACEUR fut le conflit qui opposa les forces de l'OTAN à la république fédérale de Yougoslavie durant la guerre du Kosovo. Le Conseil de sécurité des Nations unies, par la résolution 1199, appela à la fin des hostilités, envoyant une nouvelle fois Richard Holbrooke comme négociateur de paix. Cependant le processus échoua, notamment à la suite du massacre de Račak. La secrétaire d'État américaine, Madeleine Albright tenta de forcer la Yougoslavie à accepter l'indépendance du Kosovo par le biais de la conférence de Rambouillet, mais ce fut également un échec. Clark avait participé à cette conférence et tenté de convaincre le président yougoslave, Slobodan Milošević, par ces mots : « il existe un ordre d'activation, et s'ils me demandent de vous bombarder, je le ferai. » L'officier affirma plus tard que Milošević s'était alors lancé dans une tirade anti-Albanais pleine d'émotion, dans laquelle il affirmait qu'ils étaient seulement « animés par un esprit de vengeance depuis le nettoyage ethnique de 1946 », qu'il reconnut lui-même comme ayant été opéré par les Serbes,.

##### OpérationAllied Force

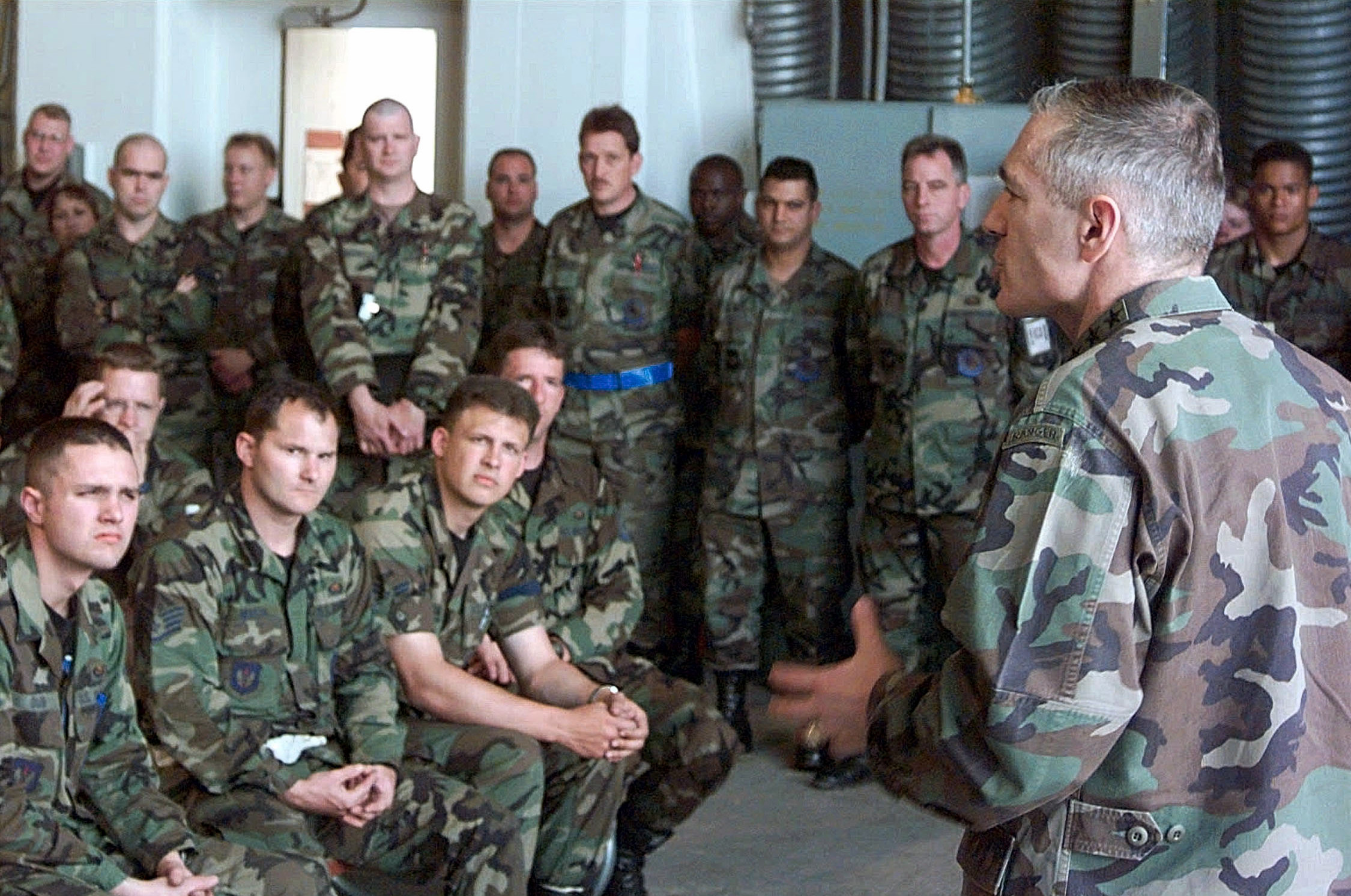
Clark s'adressant à deux escadrons déployés à la en en Italie, lors d'un briefing le 9 mai 1999.

Clark lança l'opération Allied Force, nom de code de la campagne de bombardement de la Yougoslavie, le 24 mars 1999 dans le but de faire appliquer la résolution 1199, après le refus de la Yougoslavie d'accéder aux requêtes de la conférence de Rambouillet. Cependant, certaines critiques ont fait remarquer que la résolution 1199 appelait à la cessation des hostilités et n'autorisait aucune organisation à agir militairement. Alors que Clark estimait ne pas prendre assez part aux discussions avec la National Command Authority, ce qui faisait de lui « un simple officier de l'OTAN rapportant les faits aux États-Unis », le secrétaire à la Défense William Cohen pensait au contraire, que le fait que Clark ait de puissants soutiens à la Maison-Blanche tels que Bill Clinton et Madeleine Albright lui permettait de contourner les recommandations du Pentagone, et de promouvoir ses propres idées stratégiques. Ce conflit au niveau du commandement atteignit son apogée lorsque Clark, malgré son titre de commandant suprême des forces alliées, ne fut pas invité au sommet de Washington pour célébrer le cinquantième anniversaire de l'OTAN. Il finit par obtenir une invitation, mais Cohen lui demanda alors de ne pas parler des troupes au sol, ce que Clark accepta.

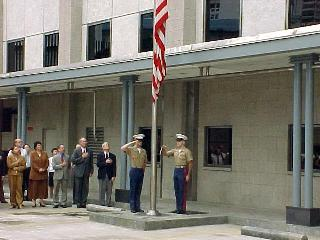
Drapeau américain en berne au consulat général des États-Unis à Hong Kong en signe de respect, à la suite du bombardement de l'ambassade de Chine à Belgrade.

Clark retourna au SHAPE après le sommet, et fit une conférence de presse au sujet des bombardements. Un journaliste du Los Angeles Times lui demanda alors quels étaient leurs effets vis-à-vis des forces armées serbes, ce à quoi Clark répondit que compter simplement le nombre de morts dans le camp adverse n'était pas une preuve de l'affaiblissement de Milošević, qui envoyait en permanence de nouveaux renforts sur le terrain. Beaucoup de médias américains ont souligné cette remarque que Clark a retrouvée déformée, avec des titres d'articles comme Le chef de l'OTAN admet que les bombes n'ont pas permis d'endiguer les opérations serbes dans The New York Times. Clark défendit plus tard ses remarques, affirmant qu'il y avait eu « incompréhension totale de (ses) déclarations et des faits », ce que confirma Bill Clinton. Néanmoins, il reçut un appel du général Hugh Shelton dès le lendemain soir, à qui le secrétaire d'État avait demandé une copie écrite du briefing. Le général lui tint alors ces mots : « Dégage ta putain de gueule de la télévision. Tu ne fais plus de conférences de presse. C'est fini. »
L'opération Allied Force rencontra une autre difficulté avec le bombardement de l'ambassade de Chine à Belgrade par les forces de l'OTAN le 7 mai 1999. L'opération avait au départ été organisée pour atteindre plusieurs cibles serbes, incluant la cible 493, direction centrale des approvisionnements de l'armée serbe, dont le bâtiment était en fait situé à plus de 300 mètres de la zone de tir. L'ambassade fut prise pour cible par erreur, et trois journalistes chinois furent tués. L'officier chargé du renseignement appela alors Clark pour lui offrir sa démission, mais celui-ci la déclina, affirmant que ce n'était pas directement sa faute. Le secrétaire Cohen et le directeur de la CIA, George Tenet en prirent la responsabilité le lendemain. Tenet déclarera plus tard, dans un témoignage au United States House Permanent Select Committee on Intelligence (cabinet parlementaire de sélection des agents du renseignement) le 22 juin 1999, que le système de ciblage utilisait alors les adresses de rues, et les positions erronées avaient été transmises aux bombardiers, du fait que sa base de données n'avait pas été remise à jour depuis l'installation relativement récente de l'ambassade dans le quartier. Cette déclaration ne fut pas jugée crédible par l'ensemble du comité.
La campagne de bombardement fut arrêtée le 10 juin 1999 sur l'ordre du secrétaire général de l'OTAN, Javier Solana après que Milošević eut négocié les conditions de retrait des forces yougoslaves du Kosovo auprès de la communauté internationale. La résolution 1244 fut adoptée le même jour, plaçant le Kosovo sous administration des Nations unies et autorisant la création de la Kosovo Force, destinée au maintien de la paix. L'OTAN affirma n'avoir subi aucune perte, faisant de Clark le premier général américain à avoir gagné une guerre sans perdre un seul soldat au combat. L'OTAN subit pourtant deux morts, liés au crash d'un hélicoptère Apache à la suite d'un problème technique. Un F-117 fut également abattu à côté du village de Budjanovici. Le Tribunal pénal international pour l'ex-Yougoslavie a dénombré 495 civils tués et 820 blessés, ce qui dénote paradoxalement une grande précision pour des bombardements aussi denses et longs,, alors que le gouvernement yougoslave a estimé les tués à plus de 2 000 et les blessés à plus de 5 000. Human Rights Watch estime que les bombardements de l'OTAN ont tué entre 488 et 527 personnes.
Le mandat de Milošević à la tête de la Yougoslavie se terminait en juin 2001, mais celui-ci décida d'organiser par anticipation une nouvelle élection, qui fut organisée le 24 septembre 2000. Elle fut pourtant contestée du fait de soupçons de fraude et de manipulations. Cette contestation atteignit un seuil critique le 5 octobre, menant à la Révolution des bulldozers. Milošević finit par se résigner à démissionner le 7 octobre, le parti politique de coalition Opposition démocratique de Serbie remportant la majorité des sièges de l'Assemblée nationale en décembre. Milošević fut incarcéré le 1er avril 2001 et transféré au Tribunal pénal international pour l'ex-Yougoslavie le 28 juin, pour faire face aux accusations de crime de guerre et génocide. Clark fut appelé pour témoigner au procès à huis clos en décembre 2003. Il témoigna à propos du massacre de Srebrenica et cita les conversations qu'il avait eues avec le Président tout au long de sa mission,. Certains groupes d'activistes anti-guerre désignèrent Clark et Bill Clinton, entre autres, comme criminels de guerre pour la campagne de bombardement de l'OTAN, affirmant que l'opération était une violation totale de la charte de l'OTAN,.

##### Controverse de l'aéroport de Priština
Une des décisions de Clark les plus controversées durant son commandement en tant que SACEUR, fut sans doute sa tentative d'attaque contre les troupes russes à l'aéroport international de Priština, immédiatement après la fin de la guerre du Kosovo. Les forces russes étaient arrivées au Kosovo le 12 juin 1999, deux jours après la fin de la campagne de bombardement, et se dirigeaient vers l'aéroport qu'elles comptaient prendre en charge. Clark avait pourtant prévu de déléguer cette tâche à la Kosovo Force. Clark appela le secrétaire général de l'OTAN, Javier Solana, qui lui confirma qu'il était détenteur de l'autorité sur la zone et que par conséquent c'était à lui de décider à qui il devait déléguer sa prise en charge. Le général ordonna alors aux troupes de l'OTAN d'attaquer et de maîtriser les forces russes, ordres que discuta le capitaine Blunt qui était à la tête des troupes britanniques sur place, soutenu dans sa décision par le commandant des troupes britanniques de la Kosovo Force, le général Mike Jackson. Il refusa d'appuyer l'attaque, arguant que « je ne lancerai pas la Troisième Guerre mondiale pour toi »,. Jackson affirma qu'il avait refusé de prendre des mesures à l'encontre de Blunt, car il n'y avait pas lieu de risquer une confrontation avec les Russes et qu'il valait mieux se contenter d'encercler l'aérodrome. Cette décision mena à la restitution de la zone par les forces russes deux jours plus tard, sans le moindre incident.
Néanmoins cette décision fut critiquée par certains membres de l'état-major américain, tels que le général Hugh Shelton, qui qualifia le refus de Jackson de « troublant ». À la suite des audiences du Sénat des États-Unis, il fut suggéré de qualifier l'attitude de Jackson d'insubordination, le sénateur John Warner appelant à la tenue de nouvelles audiences afin de décider si le refus avait été illégal, ou si les règles hiérarchiques de l'OTAN devaient être modifiées. On y apprit que le chef d'état-major de la Défense britannique, Charles Guthrie avait le jour-même fait part à Clark de son soutien à Jackson. La Russie retira finalement son aide lorsque certaines nations, au premier rang desquelles la Bulgarie et la Roumanie, soutinrent le point de vue américain et annulèrent l'autorisation de survol de leur territoire par l'aviation russe.

### Retraite militaire
Clark reçut un autre appel du général Shelton en juillet 1999, qui lui apprit que le secrétaire Cohen désirait qu'il quitte son commandement en avril 2000. Clark en fut surpris, du fait qu'une mission au poste de SACEUR durait en général 3 années (4 sur demande) et qu'un départ à cette date lui en aurait fait faire à peine deux ans et demi. Il lui fut répondu que c'était nécessaire car le général Joseph Ralston quittait son poste de vice-chef d'État-Major des armées des États-Unis et qu'il lui fallait un autre commandement d'au moins 60 jours au titre de général (4 étoiles) pour éviter la retraite forcée. Ralston ne pouvait prétendre au poste de chef d'état-major des armées des États-Unis du fait d'une affaire de relations extraconjugales qu'il avait eu précédemment, et le poste de SACEUR était considéré comme sa seule alternative. Clark répondit que cette explication était bancale car la loi exigeait qu'il fasse au moins trois années complètes. Clinton signa pourtant la mutation de Ralston, malgré les protestations de David Halberstam et Madeleine Albright vis-à-vis du traitement réservé à Clark. Celui-ci continua donc à diriger les forces de maintien de la paix jusqu'au 2 mai 2000, date à laquelle il dut prendre sa retraite faute d'un nouveau commandement à prendre,.
Des rumeurs persistèrent à dire qu'il avait dû renoncer à son poste du fait de contentieux avec certains membres de l'administration à Washington. Clark a cependant rejeté de telles rumeurs, arguant que c'était « un changement de routine de personnel », et le département de la Défense affirma que c'était simplement dû à la « rotation générale des cadres supérieurs de l'armée américaine ». Pourtant, un ambassadeur de l'OTAN affirma à l’International Herald Tribune que l'éviction de Clark tenait plus d'une « décision politique ». Le général Shelton déclara durant la campagne de 2004, que les « raisons pour lesquelles [Clark] a été débouté de son poste européen avaient à voir avec les questions d'intégrité et de caractère, qui sont chères à [son] cœur. Sans affirmer qu'il était républicain ou démocrate, [il] a juste déclaré que Clark n'aurait pas [son] vote. » Shelton n'a jamais fait davantage de déclarations à ce sujet.

## Carrière dans le civil
Clark a lui-même donné trois objectifs à sa vie civile : gagner 40 millions de dollars grâce au monde des affaires afin de se lancer dans la philanthropie, devenir adjunct professor (professeur à temps partiel dans le système universitaire américain) et golfeur professionnel. Il commença une tournée du pays à l'été 2000, ponctuée de discours publics et de rencontres avec des anciens officiels de l'administration fédérale, tels que Newt Gingrich, président de la Chambre des représentants des États-Unis, Mack McLarty, chef de cabinet de la Maison Blanche ou Richard Holbrooke. Clark suivit le conseil de McLarty et retourna à Little Rock, la ville de son enfance, où il acheta des parts dans le groupe Stephens, société d'investissement dont le siège se situe dans la ville. Il travailla avec quelques autres conseils d'administration et, en mars 2003, il quitta finalement Stephens pour fonder Wesley K. Clark & Associates. Il commença par écrire et publier deux livres, Waging Modern War et Winning Modern Wars, ainsi que des avant-propos et éditoriaux dans plusieurs biographies de militaires. Il avait amassé 3,1 millions de dollars à la fin de l'année 2003, et, loin de son objectif de 40 millions, décida de se consacrer à des mandats électifs plutôt que de poursuivre une carrière dans le privé.

### Campagne présidentielle de 2004
Clark a affirmé qu'il n'avait envisagé sérieusement une possible carrière politique, qu'après sa retraite militaire, au moment de l'élection présidentielle américaine de 2000 que gagnera  George W. Bush. Clark avait eu alors une conversation avec Condoleezza Rice qui lui dit que la guerre du Kosovo n'aurait jamais eu lieu sous l'administration d'un Bush. Clark, qui avait été sélectionné pour le poste de SACEUR justement parce qu'il était partisan d'un plus grand interventionnisme, tout comme l'était Bill Clinton, trouva cette vision des choses inquiétante. Il affirma y avoir vu un signe que « les choses allaient mal tourner » au niveau des relations internationales américaines si Bush était élu. Il soutint la guerre d'Afghanistan en réponse aux attentats du 11 septembre 2001, mais pas celle en Irak. Clark continua à affirmer en tant que commentateur sur CNN, qu'il pensait que les forces américaines étaient en sous-effectif en Irak, que « cette guerre [n'avait] jamais eu pour fondement des armes de destruction massive ou une transition vers la démocratie » et que « les liens entre guerre en Irak et guerre contre le terrorisme n'avaient jamais été démontrés. »
Clark organisa une rencontre avec de riches new-yorkais liés au parti démocrate, comme Alan Patricof, pour leur annoncer son intention de se porter candidat à l'élection présidentielle américaine de 2004. Patricof, partisan d'Al Gore en 2000, finit par lui accorder son soutien après avoir rencontré tous les autres prétendants démocrates. Clark affirme qu'il a voté pour Al Gore en 2000, mais également pour des républicains précédemment, tels que Ronald Reagan, et qu'il a autant d'estime pour Dwight Eisenhower qu'il en a pour Harry S. Truman. Il s'est dit enregistré comme votant indépendant durant toute sa carrière militaire. Finalement il a choisi le camp démocrate, car il était « pour la discrimination positive, l'éducation, le pro-choix et la Protection sociale. [Il] a réalisé qu'il avait finalement à choisir entre être le républicain le plus isolé ou le plus heureux des démocrates ». Il affirma enfin qu'il aimait le Parti démocrate pour son penchant pour l'internationalisme, sa composition par des « hommes et femmes ordinaires » et son « fair-play »,.
La campagne de Clark démarra avec le lancement de DraftWesleyClark.com le 10 avril 2003. Le site a revendiqué l'inscription de dizaines de milliers de bénévoles, 150 apparitions de Clark dans les médias, et une levée de fonds de 1,5 million de dollars grâce aux dons de ses partisans. DraftClark2004.com, un autre site de soutien, fut la première organisation enregistrée comme comité d'action politique en juin 2003, dont le but était de persuader Clark de concourir à l'élection. En mai 2003, le comité avait présenté à Clark un millier d'e-mails provenant de tout le pays lui demandant de se présenter aux primaires démocrates. L'un des créateurs du site, Brent Blackaby, affirma que 52 ans auparavant, « des citoyens de tout le pays avaient lié leurs efforts pour permettre au général Eisenhower de devenir président » et qu'il était question « de faire la même chose en 2004 pour le draft du général Clark »,. Clark fut invité à l'émission Meet the Press en juin 2003, où il annonça songer sérieusement à se lancer dans la course pour la présidence.
Il annonça sa candidature pour les primaires du Parti démocrate le 17 septembre 2003 depuis Little Rock, plusieurs mois après les autres candidats. Il y reconnut l'influence du mouvement Draft Clark, disant qu'il « avait rendu concevable une idée inconcevable ». La campagne permit de rassembler 3,5 millions de dollars durant les deux premières semaines,. La campagne sur Internet permit la mise en place d'un réseau communautaire de blogs de soutien, toujours actif aujourd'hui, faisant notamment un usage intensif de Meetup.com, où DraftWesleyClark.com a établi la seconde plus grosse communauté Meetup à ce jour.
La loyauté de Clark envers le Parti démocrate fut remise en question par certains, à l'instant même où il se lança dans la course. Le sénateur Joe Lieberman désigna le choix de parti de l'ancien général comme une question « de convenance, et non de conviction ». Le gouverneur républicain du Colorado Bill Owens et le président de l'université de Denver Marc Holtzman prétendirent que Clark aurait dit un jour : « Je serais devenu républicain si Karl Rove avait répondu à mes appels », ce que le principal intéressé désigna comme une simple blague. Les deux critiques affirmèrent pourtant que la remarque avait été faite « directement » et « n'était pas une blague ». Katharine Seelye écrivit que beaucoup pensaient que Clark avait choisi de devenir démocrate pour l'unique raison que c'était « le seul parti qui n'avait pas encore de nommé ».
Le 11 mai 2001 Clark avait également prononcé un discours devant les membres du Parti républicain de comté de Pulaski (Arkansas), dans lequel il se disait très heureux qu'il y ait alors une équipe à la Maison-Blanche avec des personnalités telles que Colin Powell, Donald Rumsfeld, Dick Cheney, qu'il connaissait très bien, et le président Bush. U.S. News and World Report publia un article deux semaines plus tard disant que Clark avait envisagé de s'engager auprès du Parti républicain.
Clark, qui venait d'un milieu apolitique, n'avait pas pris de mesures visant à définir et transmettre un agenda au public. Une fois la campagne démarrée, plusieurs volontaires établirent donc un réseau de contacts avec les médias, et Clark commença alors à faire des déclarations concernant un grand nombre de problèmes sociétaux. Il était, comme il l'avait affirmé au Washington Post en octobre, pro-choix et pour la discrimination positive. Il appela à l'annulation des récentes baisses d'impôts, lancées par Bush, pour les personnes gagnant plus de 200 000 $ annuels et suggéra de fournir une assurance maladie à tous les citoyens en modifiant en profondeur le système actuel, le transférant en totalité du privé vers un système universel. Il soutint la cause environnementale en promettant de revenir sur les « revues à la baisse » de l'administration Bush concernant les Clean Air Act et Clean Water Act, et de lutter contre le réchauffement climatique en réduisant les émissions de gaz à effet de serre des véhicules et de l'élevage, entre autres. Clark a également proposé de fournir un effort global pour améliorer les relations diplomatiques des États-Unis avec les autres nations en réformant le Patriot Act, et en investissant 100 milliards de dollars dans la sécurité intérieure. Finalement il proposa un plan de budget fédéral qui permettrait selon lui d'économiser 2 350 milliards de dollars sur 10 ans, notamment via la fin des réductions d'impôts, le partage des coûts de la guerre en Irak avec les autres pays de la coalition, et la réduction des dépenses administratives.
Certains, comme Antonia Felix, biographe de Wesley Clark, ont estimé que du fait de son inexpérience, Clark n'avait pas su donner de réponses accrocheuses, ce qui lui a été défavorable durant cette campagne. Le jour suivant le lancement de sa campagne, par exemple, il lui fut demandé s'il aurait voté pour l’Iraq War Resolution, qui permit à Bush d'augmenter les dépenses de guerre, question très débattue durant la campagne de 2004. Clark répondit qu'« à l'époque, [il] l'aurait probablement fait, mais [il] pense que c'est une question trop simpliste », puis, plus tard, dit « qu'[il] ne savait pas s'il l'aurait fait ou non. Les deux voies auraient été possibles, car quand on est impliqué dans une telle décision, ce qui arrive c'est qu'on est obligé de prendre position, raison pour laquelle [il] aurait probablement voté pour ». Finalement l'attaché de presse de Clark clarifia sa position en lui affirmant « Vous auriez voté pour la résolution afin de forcer une solution établie par les Nations-Unies ». Après cette série de réponses, bien que Clark se soit opposé à la guerre, le The New York Times écrivit un article qui eut pour titre Clark dit qu'il aurait voté pour la guerre. Clark fut par la suite souvent critiqué pour son manque de prises de positions franches concernant les débats importants tout au long de la campagne des primaires, ce qui le força à clarifier sa position au second débat des primaires notamment, lorsqu'il dit : « Je pense que c'est vraiment gênant que certains candidats travaillant au changement du leadership de ce pays créent leur propre version de cette histoire... Je n'aurai jamais voté pour la guerre. C'était une guerre inutile, une guerre à but électoral, et elle a été une grande erreur stratégique pour ce pays. »
Un autre incident médiatique débuta durant la primaire du New Hampshire le 27 septembre 2003, quand Clark fut interrogé par l'astronaute de la Navette spatiale américaine Jay C. Buckey sur son opinion vis-à-vis du programme spatial après l'accident de la navette spatiale Columbia. Clark répondit qu'il nourrissait un grand espoir dans l'exploration de l'espace, mais qu'il voulait aller au-delà de la simple conception d'une nouvelle navette spatiale. « J'aimerai voir l'Humanité quitter cette planète. J'aimerai savoir ce qu'il y a au-delà du système solaire. » Clark pensait qu'une telle ambition requerrait probablement encore de longues années de recherche et développement dans de nombreux domaines scientifiques et technologiques. De ce fait à la fin de son allocution il lâcha une bombe lorsqu'il déclara « Je crois toujours en l'équation E=mc². Mais je ne peux pas croire que d'ici à la fin de l'Humanité nous ne serons jamais capables d'aller au-delà de la vitesse de la lumière pour aller dans les endroits que nous voulons atteindre. J'ai la conviction que l'Homme peut le faire. J'en ai discuté avec des physiciens. Je n'ai qu'à y croire. Cela n'est du ressort que de mon initiative et de ma conviction. » Cela mena à une série des gros titres dans les journaux raillant les déclarations de Clark, tels que « Beam Us Up, General Clark » (« Téléportation, général Clark », en référence à la série Star Trek) dans The New York Times, « Clark is Light-Years Ahead of the Competition » (« Clark est à des années-lumière au-dessus de la compétition ») dans The Washington Post, ou « Clark Campaigns at Light Speed » (« La campagne de Clark à la vitesse de la lumière ») dans le magazine Wired,.

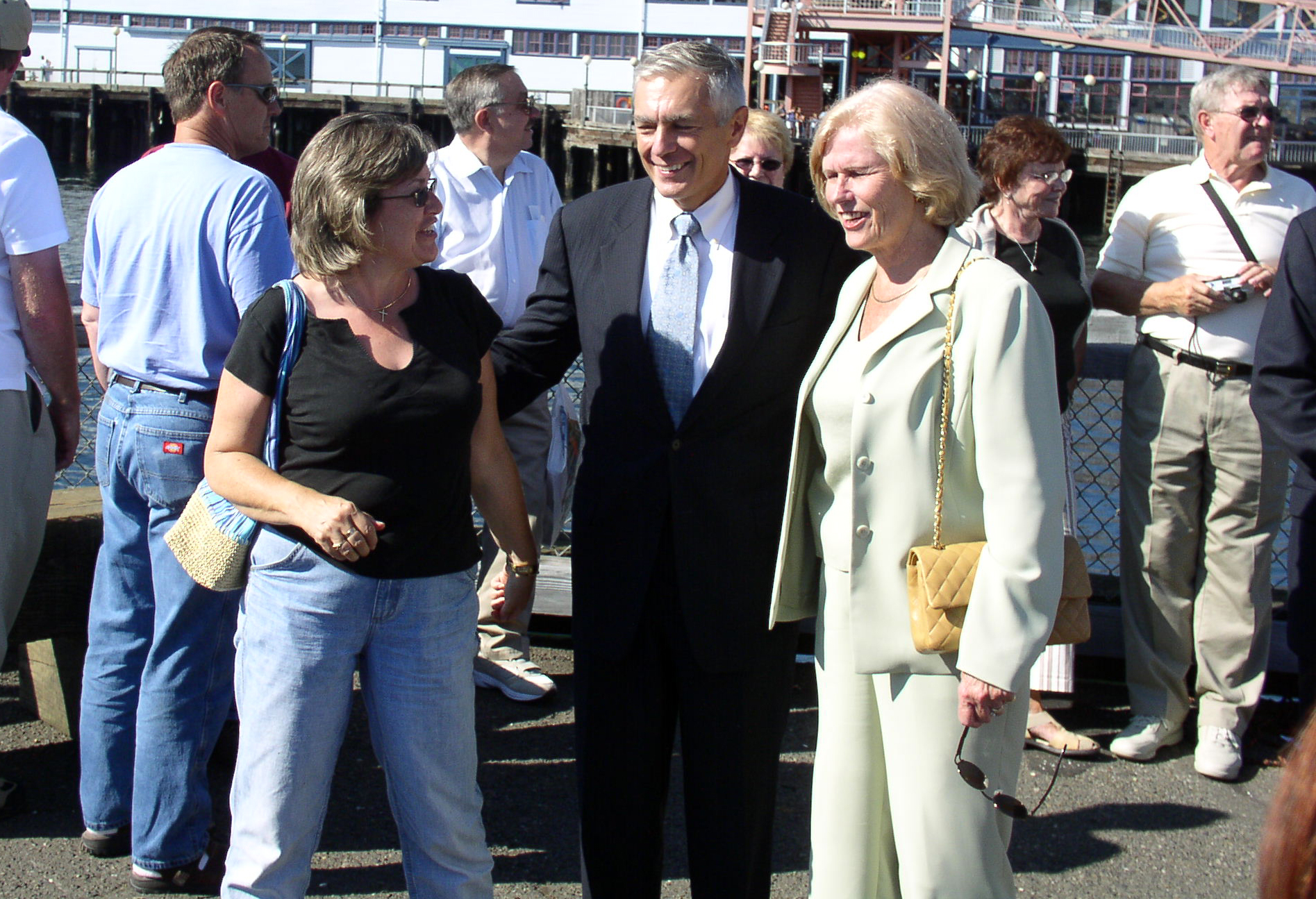
Clark (au centre) avec sa femme Gertrude (à droite) à Seattle le 19 août 2004.

Plusieurs sondages de septembre à novembre 2003 montraient que Clark dominait dans les intentions de vote des primaires démocrates, ou était du moins second et proche du leader, Howard Dean. Hugh Shelton, le général qui avait demandé que Clark quitte son poste de SACEUR « pour des problèmes d'intégrité », devint par la suite conseiller de campagne de John Edwards, un autre candidat démocrate, ce qui ne manqua pas de faire monter les critiques depuis le camp de Clark. Comme Dean se retrouvait constamment à la tête des sondages concernant le caucus de l'Iowa, Clark opta pour mettre celui-ci de côté afin de se concentrer sur les primaires suivantes. Le caucus de l'Iowa marqua un tournant dans la campagne pour la nomination démocrate : les leaders Dean et Dick Gephardt obtinrent des résultats plus faibles que prévu, au profit de Edwards et John Kerry qui profitèrent de l'absence de Clark. Malgré le fait que Clark ait fait une performance raisonnable dans les primaires suivantes, comme une troisième place à la primaire du New Hampshire, une victoire serrée à celle de l'Oklahoma aux dépens d'Edwards, il vit sa troisième place dans le Tennessee et en Virginie (où il était vraiment distancé) comme un signe qu'il avait perdu le Sud, sur lequel sa campagne était centrée. Il se retira finalement de la course le 11 février 2004 et annonça son soutien à John Kerry lors d'un rassemblement à Madison, dans le Wisconsin le 13 février. Clark pensa que son retrait du caucus de l'Iowa avait été sa plus grande erreur de campagne. Il confia à l'un de ses partisans la veille de son abandon de la course que « tout aurait été différent s'[ils avaient] été dans l'Iowa. »

### Après la présidentielle
Clark continua à apporter son soutien à Kerry, puis au ticket Kerry/Edwards jusqu'à la fin de la campagne présidentielle de 2004, y compris lors de la traditionnelle Convention nationale du Parti démocrate le dernier soir. Il fonda son actuel comité d'action politique, WesPAC, en avril 2004. Fox News Channel annonça en juin 2005 qu'elle avait engagé le général Clark comme analyste pour les questions militaires et de relations internationales. Il rejoignit aussi le Centre Burkle pour les relations internationales à l'université de Californie à Los Angeles comme professeur. Un des collaborateurs de l'entreprise qui soutenait financièrement le Centre, Ronald Burkle, décrivit la contribution de Clark comme « illuminant la recherche du centre » et « enseignant le vrai rôle contemporain des États-Unis dans la communauté internationale ».

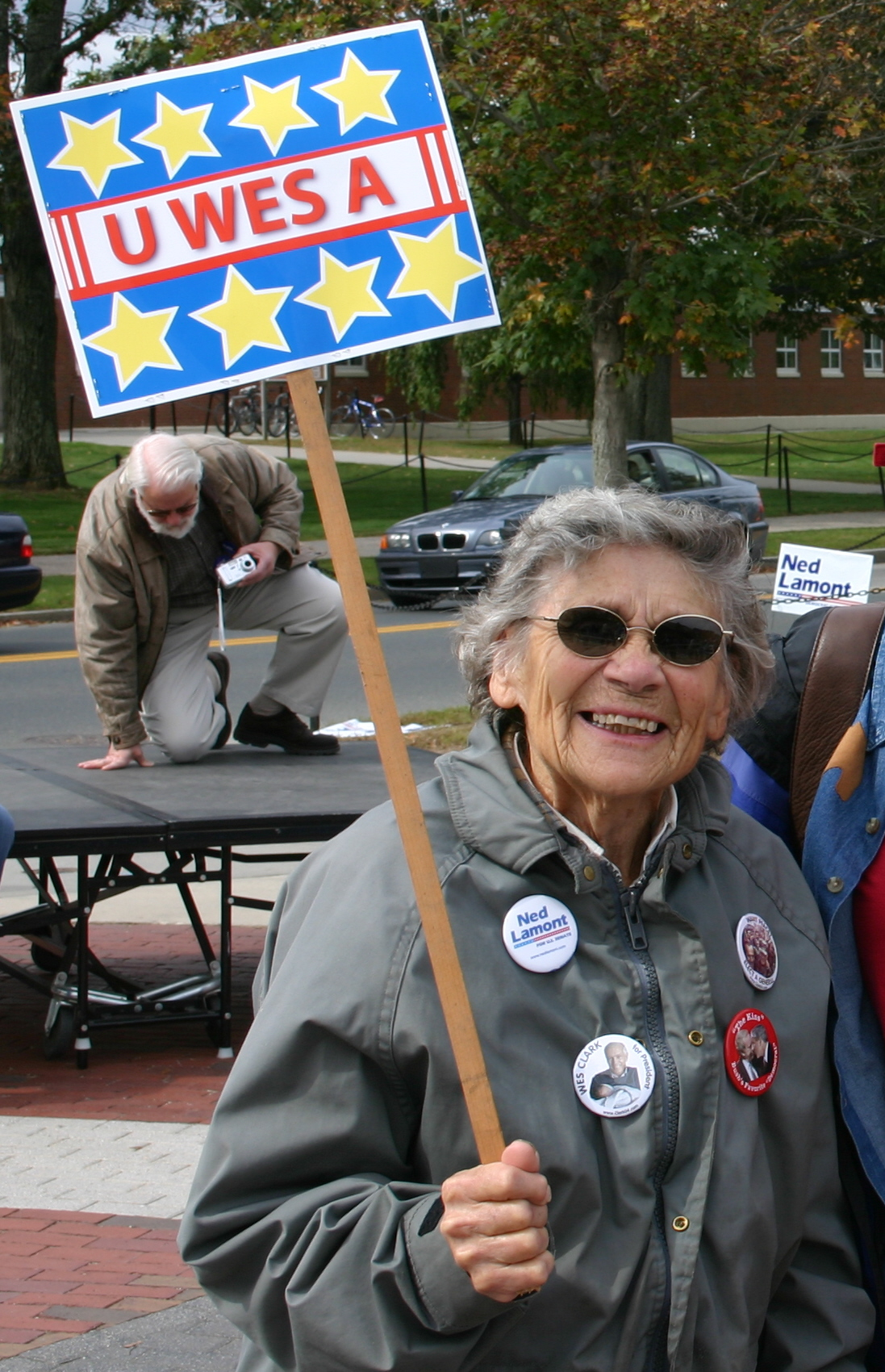
Une femme portant une pancarte affichant l'un des slogans de campagne de 2004 de Clark, lors d'un rassemblement en 2006.

Clark s'impliqua fortement dans les élections de mi-mandat de 2006, se déplaçant pour soutenir de nombreux candidats démocrates dans plusieurs états,. Finalement son PAC participa à la victoire de quarante-deux candidats démocrates, dont vingt-cinq remportèrent des sièges jusqu'alors tenus par des Républicains et six nouveaux « vétérans » de la Chambre des représentants et du Sénat. Clark fut l'un des représentants du parti démocrate le plus demandé au Comité de campagne du Congrès démocrate tout au long de cette campagne et apparut quelquefois comme étant le leader naturel du parti concernant les questions de sécurité,.
Clark s'opposa à ce que les États-Unis entreprennent des actions militaires à l'encontre de l'Iran en janvier 2007, critiquant ce qu'il appelait « le groupe de l'argent new-yorkais » qui poussait à la guerre. Cela le mena à être accusé d'antisémitisme. Clark est aujourd'hui conseiller auprès de la Global Panel Foundation et du think tank National Security Network. Il siège également au conseil d'administration de Rodman & Renshaw, une banque d'investissement de New York, et Growth Energy à partir de 2009, un lobby promouvant l'utilisation de l'éthanol.
Il est considéré comme étant un « lobbyiste » de l'Organisation des moudjahiddines du peuple iranien, de laquelle il reçut entre 25 000 et 40 000 dollars en 2011, et réclame son retrait de la liste des organisations terroristes du département d'Etat.

#### Spéculation sur une candidature aux élections de 2008
Clark fut désigné comme un candidat potentiel à l'élection présidentielle américaine de 2008 et était, selon des sondages réalisés sur Internet, considéré comme l'un des meilleurs candidats démocrates. Il annonça cependant son soutien officiel à Hillary Clinton, puis fit campagne pour elle dans l'Iowa, le New Hampshire, le Nevada et l'Ohio ainsi que dans des clips télévisuels. Il apporta ensuite son soutien à Barack Obama lorsque celui-ci remporta la nomination démocrate. Il fut alors considéré comme vice-président potentiel pour le ticket présidentiel d'Obama, bien qu'il ait soutenu la candidature du gouverneur du Kansas, Kathleen Sebelius, pour le poste, la présentant comme « le prochain vice-président des États-Unis » à une collecte de fonds au Texas en juin 2008. Finalement, c'est Joe Biden qui fut choisi par Obama pour occuper le poste.

#### Controverse sur le service militaire de McCain
Le 29 juin 2008, Clark fit des commentaires critiques sur Face the Nation, à l'encontre du candidat républicain John McCain, remettant en question le fait qu'il vante son service militaire durant la course à la présidentielle, expérience unique et bien pauvre aux yeux de Clark. « Je rends bien entendu hommage au service militaire de [McCain] dont il a passé une partie en tant que prisonnier de guerre, mais il n'a pas vraiment eu de grandes responsabilités décisionnelles. Ce large escadron de la Navy qu'il a commandé n'était pas un escadron comme on en trouve en temps de guerre, il n'était pas sur place et n'a pas ordonné le largage des bombes. ». Quand le modérateur Bob Schieffer lui fit remarquer qu'Obama n'avait aucune expérience militaire qui aurait pu lui être utile durant la campagne, qu'il n'était « jamais monté dans un avion de chasse ni s'était fait abattre », Clark répondit qu'Obama, lui, n'avait pas basé toute sa campagne présidentielle sur son expérience militaire. Cette réplique, cependant, lui fut reprochée. En référence à l'expérience militaire de McCain il déclara : « En fait, je ne pense pas que monter dans un avion de combat et se faire descendre est qualificatif pour être président. », ce que les deux comités de campagne de McCain et Obama s'empressèrent de rejeter. Cependant, Clark reçut le soutien de plusieurs groupes libéraux influents, comme MoveOn.org et groupes de vétérans comme VoteVets.org. Finalement Obama considéra cette position comme « peu habile » et ne tenta pas d'attaquer McCain sur son service militaire. Dans les jours qui suivirent cette interview controversée, Clark se rendit à plusieurs émissions de télévision pour réaffirmer sa vraie et sincère admiration pour le service militaire de McCain, lui-même étant un vétéran blessé au combat,. Dans chacune de ces émissions, Clark rappela tout de même aux présentateurs et aux téléspectateurs que même s'il honorait l'expérience de McCain, il avait de sérieux doutes quant à son jugement en matière de sécurité nationale, le considérant comme non-testé sur ce sujet.

#### Téléréalité
En 2012 Wesley Clark est à nouveau au centre d'une controverse, à propos de l'émission de téléréalité Stars Earn Stripes, qu'il anime. Ce programme, dont le titre peut être traduit « des stars gagnent leurs galons », a pour objet principal de suivre des vedettes dans leur découverte du monde de la guerre, celles-ci devant tour à tour tirer au fusil, nager avec un équipement militaire ou sauter d'un hélicoptère. Alors que Clark défend l'idée que ce programme « rend hommage aux hommes et femmes servant dans l'armée américaine », de nombreuses voix s'élèvent dans le milieu associatif pour dénoncer l'assimilation de la guerre à un jeu, alors même que la guerre d'Afghanistan n'est pas achevée. Il provoque même l'indignation de neuf détenteurs du prix Nobel de la paix, qui demandent l'arrêt immédiat de l'émission.

## Œuvres
- (en) Wesley K. Clark, Great Generals series, Palgrave Macmillan, 2006
- (en) Wesley K. Clark, Waging Modern War : Bosnia, Kosovo, and the Future of Combat, New York, PublicAffairs, 2001, 218 p. (ISBN 1-58648-277-7)
- (en) Wesley K. Clark, Winning Modern Wars : Iraq, Terrorism, and the American Empire, New York, PublicAffairs, 2004 (ISBN 1-58648-043-X)

## Distinctions
- Ordre de l'Empire britannique à titre civil, chevalier commandeur[88]
- Commandeur de la Légion d'honneur[89]
- Officier de l'ordre national du Mérite
- Grand-croix de l'ordre d'Orange-Nassau[90]
- Grand officier de l'ordre de Mérite du grand-duché de Luxembourg[91]
- Grand cordon de l'ordre de Léopold[92]
- Grand-croix, 1re classe de l'ordre du Mérite[93]
- Grand cordon de l'ordre du Ouissam alaouite[94]